# Cosoba (gmina)
Cosoba – gmina w Rumunii, w okręgu Giurgiu. Obejmuje tylko jedną miejscowość Cosoba. W 2011 roku liczyła 2611 mieszkańców. 